# Tragiscoschema amabile
Tragiscoschema amabile là một loài bọ cánh cứng trong họ Cerambycidae.